# Mica Paris
Mica Paris (* 27. dubna 1969) je anglická zpěvačka. Narodila se v londýnském Islingtonu a zpěvu se věnovala již od dětství. Své první album nazvané So Good vydala v roce 1988. Nahrávka byla ve Spojeném království oceněna platinovou deskou. Později vydala několik dalších alb. V roce 2001 spolupracovala s kytaristou Davidem Gilmourem na coververzi písně „I Put a Spell on You“, která vyšla na albu Small World Big Band. Ve dnech 30. a 31. května 2006 vystoupila jako host při Gilmourově koncertu v rámci jeho turné On an Island Tour (zpívala v písni „The Great Gig in the Sky“). Rovněž se podílela na jeho albu Rattle That Lock z roku 2015.

## Diskografie
- So Good (1988)
- Contribution (1990)
- Whisper a Prayer (1993)
- Black Angel (1998)
- If You Could Love Me (2005)
- Soul Classics (2005)
- Born Again (2009)